# Barba Ensopada de Sangue
Barba Ensopada de Sangue é um romance do escritor brasileiro Daniel Galera publicado em 2012. O romance foi eleito "o melhor livro do ano" pelo júri do Prêmio São Paulo de Literatura 2013.
Em Barba ensopada de sangue, um narrador onisciente em 3ª pessoa acompanha o protagonista, que em nenhum momento é nomeado, um professor de educação física que vive em Garopaba, em Santa Catarina. O protagonista tem uma condição neurológica que o impede de conhecer rostos, inclusive o dele próprio. Ele busca pistas do sumiço de seu avô Gaudério, uma figura misteriosa e espécie de mito local.

## Adaptação
Em 2013, a  produtora RT Features, de Rodrigo Teixeira, adquiriu os direitos de adaptação do livro para o cinema. Em 2022 foi anunciado que Aly Muritiba seria o diretor do filme. O longa estrelado por Gabriel Leone foi exibido no Festival de Gramado de 2024 e deve ser lançado nos cinemas em 2025.